# Obermaier
Obermaier ist ein deutscher Familienname.

## Herkunft und Bedeutung
Obermaier ist eine Variante des Familiennamens Meier.

## Varianten
- Obermeier, Obermair, Obermayer, Obermayr, Obermeir, Obermeyer

## Namensträger
- Albrecht Obermaier (1912–2004), deutscher Admiral
- Franz Obermaier (1905–1996), deutscher Botschafter
- Frederik Obermaier (* 1984), deutscher Journalist und Buchautor
- Gabi Obermaier (1960–2025), deutsche Pädagogin und Hochschullehrerin
- Hannes Obermaier (Hunter; 1923–1990), deutscher Journalist
- Hugo Obermaier (1877–1946), deutscher Prähistorischer Archäologe
- Josef Obermaier (* 1956), österreichischer Jurist und Journalist
- Karl Peter Obermaier (1773–1850), deutscher katholischer Geistlicher und Pädagoge
- Klaus Obermaier (* 1955), österreichischer Komponist und Gitarrist
- Louise Obermaier (1878–1969), deutsche Schauspielerin und Operettensängerin
- Pamela Obermaier (* 1977), österreichische Autorin und Unternehmerin
- Rafael Obermaier (* 2002), österreichischer Radio- und Fernsehmoderator sowie -programmgestalter
- Sebastian Obermaier (1934–2016), deutscher römisch-katholischer Missionar
- Stefan Obermaier (* 1981), österreichischer DJ und Musikproduzent
- Uschi Obermaier (* 1946), deutsches Fotomodel und Groupie
- Walter Obermaier (1942–2024), österreichischer Literaturwissenschaftler und Bibliothekar